# Danemark au Concours Eurovision de la chanson 1960
Le Danemark a participé au Concours Eurovision de la chanson 1960, alors appelé le « Grand prix Eurovision de la chanson européenne 1960 », à Londres, au Royaume-Uni. C'est la 4e participation danoise au Concours Eurovision de la chanson.
Le pays est représenté par la chanteuse Katy Bødtger et la chanson Det var en yndig tid, sélectionnées par Danmarks Radio au moyen de la finale nationale Dansk Melodi Grand Prix.

## Sélection

### Dansk Melodi Grand Prix 1960
Le radiodiffuseur danois, Danmarks Radio (DR), organise l'édition 1960 du Dansk Melodi Grand Prix pour sélectionner l'artiste et la chanson représentant le Danemark au Concours Eurovision de la chanson 1960.
Le Dansk Melodi Grand Prix 1960, présenté par Sejr Volmer-Sørensen (en), a eu lieu le 6 février 1960 à la Maison de la Radio dans le quartier de Frederiksberg à Copenhague. Le participant à cette finale nationale Gustav Winckler a déjà représenté le Danemark en 1957 avec Birthe Wilke.
Lors de cette sélection, c'est Katy Bødtger et la chanson Det var en yndig tid qui furent choisies.

#### Finale
| Ordre | Interprète          | Chanson                     | Traduction                    | Points | Place |
| ----- | ------------------- | --------------------------- | ----------------------------- | ------ | ----- |
| 1     | Otto Hænning (da)   | Op og se land               | Hop et voir le monde          | 0      | 4     |
| 2     | Katy Bødtger        | Det var en yndig tid        | C'était un moment agréable    | 5      | 1     |
| 3     | Otto Brandenburg    | To lys på et bord           | Deux chandelles sur une table | 0      | 4     |
| 4     | Inge Strauss        | Gør hvad du vil             | Fais ce que tu veux           | 3      | 2     |
| 5     | Gustav Winckler     | Sorg og glæder              | Tristesse et joie             | 0      | 4     |
| 6     | Grethe Sønck (en)   | Træksbasun og vaskebræt     | Trombone et planche à laver   | 2      | 3     |
| 7     | Peter Sørensen (da) | Jeg har nok af ingen penger | J'ai assez d'absence d'argent | 0      | 4     |

## À l'Eurovision
Chaque pays avait un jury de dix personnes. Chaque membre du jury pouvait donner un point à sa chanson préférée.

### Points attribués par le Danemark
| 4 points | France                  |
| 2 points | Autriche Monaco Norvège |

### Points attribués au Danemark
| 10 points | 9 points | 8 points | 7 points  | 6 points                   |
| --------- | -------- | -------- | --------- | -------------------------- |
|           |          |          |           |                            |
| 5 points  | 4 points | 3 points | 2 points  | 1 point                    |
|           |          |          | - Norvège | - Luxembourg - Royaume-Uni |

Katy Bødtger interprète Det var en yndig tid en 4e position, après le Luxembourg et avant la Belgique. Au terme du vote final, le Danemark termine 10e, ex æquo avec la Suède sur 13 pays, avec 4 points.